# Associazione Calcio ChievoVerona 2020-2021
Questa voce raccoglie le informazioni riguardanti l'Associazione Calcio ChievoVerona nelle competizioni ufficiali della stagione 2020-2021.

## Stagione
Partiti con l'intento di venire promossi in massima serie, i clivensi si piazzano ottavi ottenendo la qualificazione ai playoff, dove vengono tuttavia eliminati nel turno preliminare dal Venezia, futuro vincitore. 
Nell'agosto 2021 il Chievo viene escluso dai campionati professionistici per inadempienze tributarie; i ricorsi presentati d'urgenza vengono rigettati, sicché nella stagione 2021-2022 il club partecipa esclusivamente ai campionati giovanili provinciali. Fin da subito la proprietà clivense, nella persona del patron Campedelli, nega ogni addebito e disconosce le decisioni avverse, professandosi «vittima di una vera e propria discriminazione» rispetto a club più blasonati; viene quindi intrapresa una battaglia giuridica contro i vertici del calcio italiano, che nei successivi quindici mesi si risolve tuttavia in ventisette giudizi sfavorevoli alle istanze gialloblù, ultimo dei quali quello irrogato dal Consiglio di Stato il 10 novembre 2022.
Parallelamente alla battaglia legale, nel giugno 2022 Campedelli tenta altresì una fusione con il Sona, club militante in Serie D, al fine di riportare il nome "Chievo" nei campionati federali. Nel mentre tuttavia il tribunale di Verona dichiara il fallimento della società, pur disponendone la prosecuzione dell'attività grazie all'esercizio provvisorio per permettere la conservazione del titolo sportivo; ad agosto la curatela fallimentare blocca la fusione Chievo-Sona, rivendicando per sé l'esclusivo diritto a disporre dei beni sociali clivensi. Il Chievo rimane pertanto attivo nei soli campionati giovanili per la stagione 2022-2023. Dopo 27 anni dalla promozione in Serie B il Chievo ritorna tra i dilettanti, periodo trascorso dalla squadra clivense nei due massimi campionati italiani.

## Divise e sponsor
Il fornitore tecnico per la stagione 2020-2021 è Givova, all'undicesimo anno di partnership con la società clivense; gli sponsor ufficiali sono: Mitsubishi e Paluani (main sponsor), Coati Salumi (co-sponsor) , Nobis Assicurazioni, Avelia e Clean-Wash (nel retro sotto la numerazione). Confermato per tutte le squadre di serie B il top sleeve sponsor "Facile ristrutturare" sulla manica sinistra.
| Casa | Trasferta | Terza divisa |

## Organigramma societario
Area direttiva
- Presidente: Luca Campedelli
- Vice Presidente: Michele Cordioli
- Segretario Generale: Michele Sebastiani
- Responsabile amministrativo: Elisabetta Lenotti, Sonia Sittoni, Maria Prearo
- Segretaria amministrativa: Giulia Maragni, Diego Avanzi

Area comunicazione e marketing
- Responsabile Comunicazione: Dino Guerrini
- Responsabile Marketing: Simone Fiorini
- Ufficio stampa: Daniele Partelli
- Responsabile Biglietteria: Matteo Testi

Area sportiva
- Direttore sportivo: Giorgio De Giorgis
- Responsabile area tecnica: Sergio Pellissier
- Team Manager: Marco Pacione
- Club Manager: Gennaro Sardo

Area tecnica
- Allenatore: Alfredo Aglietti
- Vice Allenatore: César Vinício Cervo de Luca
- Collaboratore tecnico: Francesco Checcucci
- Preparatore atletico: Daniele Sorbello, Luigi Posenato
- Preparatore dei Portieri: Lorenzo Squizzi

Area sanitaria
- Massofisioterapista: Alessandro Verzini
- Fisioterapista: Antonio Agostini

## Rosa
Rosa e numerazione sono aggiornate al 20 marzo 2021.
| N. |                       | Ruolo | Calciatore           |
| -- | --------------------- | ----- | -------------------- |
| 1  | Italia (bandiera)     | P     | Andrea Seculin       |
| 2  | Argentina (bandiera)  | D     | Julian Illanes       |
| 3  | Gambia (bandiera)     | D     | Joseph Colley        |
| 5  | Italia (bandiera)     | D     | Michele Rigione      |
| 6  | Francia (bandiera)    | D     | Maxime Leverbe       |
| 7  | Slovacchia (bandiera) | C     | Dávid Ivan           |
| 8  | Italia (bandiera)     | C     | Emanuele Zuelli      |
| 9  | Italia (bandiera)     | A     | Michael Fabbro       |
| 10 | Nigeria (bandiera)    | C     | Joel Obi             |
| 11 | Italia (bandiera)     | A     | Manuel Pucciarelli   |
| 11 | Italia (bandiera)     | C     | Antonio Di Gaudio    |
| 12 | Italia (bandiera)     | P     | Michele Bragantini   |
| 13 | Italia (bandiera)     | D     | Francesco Renzetti   |
| 14 | Italia (bandiera)     | C     | Luca Palmiero        |
| 15 | Finlandia (bandiera)  | D     | Sauli Väisänen       |
| 16 | Italia (bandiera)     | C     | Luca Garritano       |
| 17 | Italia (bandiera)     | C     | Emanuele Giaccherini |
| 18 | Italia (bandiera)     | A     | Luigi Canotto        |

| N. |                       | Ruolo | Calciatore          |
| -- | --------------------- | ----- | ------------------- |
| 19 | Italia (bandiera)     | C     | Giovanni Di Noia    |
| 20 | Montenegro (bandiera) | A     | Sergej Grubac       |
| 21 | Slovenia (bandiera)   | D     | Daniel Pavlev       |
| 23 | Serbia (bandiera)     | A     | Filip Đorđević      |
| 24 | Italia (bandiera)     | C     | Mattia Viviani      |
| 25 | Svezia (bandiera)     | C     | Jonathan Morsay     |
| 26 | Italia (bandiera)     | C     | Massimo Bertagnoli  |
| 27 | Italia (bandiera)     | D     | Matteo Cotali       |
| 28 | Italia (bandiera)     | A     | Felice D'Amico      |
| 29 | Italia (bandiera)     | A     | Pietro Rovaglia     |
| 32 | Romania (bandiera)    | D     | Vasile Mogoș        |
| 33 | Croazia (bandiera)    | P     | Adrian Šemper       |
| 39 | Italia (bandiera)     | D     | Marin Cavar         |
| 89 | Francia (bandiera)    | D     | Guillaume Gigliotti |
| 93 | Italia (bandiera)     | A     | Francesco Margiotta |
| 98 | Italia (bandiera)     | A     | Manuel De Luca      |
| 99 | Italia (bandiera)     | C     | Amato Ciciretti     |

## Calciomercato

### Sessione estiva(dal 01/09 al 05/10)
| Acquisti | Acquisti              | Acquisti        | Acquisti            |
| R.       | Nome                  | da              | Modalità            |
| -------- | --------------------- | --------------- | ------------------- |
| P        | Andrea Seculin        | Sampdoria       | fine prestito       |
| P        | Adrian Šemper         | Dinamo Zagabria | riscatto cartellino |
| D        | Vasile Mogoș          | Cremonese       | definitivo          |
| D        | Nuno Pina             | Belenenses SAD  | fine prestito       |
| C        | Luca Palmiero         | Napoli          | prestito            |
| D        | Julian Illanes        | Fiorentina      | prestito            |
| D        | Strahinja Tanasijević | Paris FC        | fine prestito       |
| D        | Genny Rondinella      | Savoia          | definitivo          |
| C        | Massimo Bertagnoli    | Fermana         | fine prestito       |
| C        | Aldo Florenzi         | Cosenza         | fine prestito       |
| A        | Michael Fabbro        | Pisa            | fine prestito       |
| A        | Luigi Canotto         | Juve Stabia     | definitivo          |
| A        | Manuel De Luca        | Torino          | definitivo          |
| A        | Felice D'Amico        | Sampdoria       | prestito            |
| D        | Guillaume Gigliotti   | Crotone         | definitivo          |
| A        | Amato Ciciretti       | Napoli          | prestito            |
| C        | Mattia Viviani        | Brescia         | definitivo          |

| Cessioni | Cessioni            | Cessioni      | Cessioni            |
| R.       | Nome                | a             | Modalità            |
| -------- | ------------------- | ------------- | ------------------- |
| D        | Federico Barba      | Benevento     | riscatto cartellino |
| D        | Boštjan Cesar       |               | fine carriera       |
| D        | Lorenzo Dickmann    | SPAL          | fine prestito       |
| D        | Nicolas Frey        |               | fine carriera       |
| D        | Nuno Pina           | Grasshoppers  | prestito            |
| D        | Nenad Tomović       | SPAL          | riscatto cartellino |
| C        | Salvatore Esposito  | SPAL          | fine prestito       |
| C        | Aldo Florenzi       | Cosenza       | definitivo          |
| C        | Jacopo Segre        | Torino        | riscatto cartellino |
| C        | Emanuel Vignato     | Bologna       | fine prestito       |
| A        | Damir Ceter         | Cagliari      | fine prestito       |
| A        | Riccardo Meggiorini | L.R. Vicenza  | svincolato          |
| A        | Hervin Ongenda      |               | svincolato          |
| A        | Mariusz Stępiński   | Verona        | riscatto cartellino |
| C        | Nicola Danieli      | Virtus Verona | svincolato          |
| D        | Genny Rondinella    | Pistoiese     | prestito            |
| P        | Filippo Pavoni      | Legnago       | prestito            |
| C        | Ibrahim Karamoko    | Torino        | definitivo          |
| P        | Alessandro Confente | Catania       | prestito            |

### Sessione invernale(dal 03/01 al 01/02)
| Acquisti | Acquisti          | Acquisti | Acquisti   |
| R.       | Nome              | da       | Modalità   |
| -------- | ----------------- | -------- | ---------- |
| C        | Antonio Di Gaudio | Verona   | definitivo |

| Cessioni | Cessioni              | Cessioni          | Cessioni      |
| R.       | Nome                  | a                 | Modalità      |
| -------- | --------------------- | ----------------- | ------------- |
| D        | Julian Illanes        | Avellino          | fine prestito |
| C        | Giovanni Di Noia      | Perugia           | prestito      |
| A        | Manuel Pucciarelli    | Dibba Al-Fujairah | prestito      |
| A        | Pietro Rovaglia       | Pistoiese         | prestito      |
| A        | Felice D'Amico        | Sampdoria         | fine prestito |
| C        | Jonathan Morsay       | Dinamo Bucarest   | prestito      |
| D        | Strahinja Tanasijević | Čukarički         | definitivo    |
| C        | Dávid Ivan            | Dinamo Brėst      | prestito      |
| D        | Joseph Colley         | Sirius            | prestito      |

## Risultati

### Serie B

#### Girone di andata
| Pescara 26 settembre 2020, ore 14:00 CEST 1ª giornata | Pescara          | 0 – 0 referto | Chievo | Stadio Adriatico-Giovanni Cornacchia (1.000 spett.)\| Arbitro: \| Rapuano (Rimini) \| |
| Arbitro:                                              | Rapuano (Rimini) |               |        |                                                                                       |

| Arbitro: | Massimi (Termoli) |

|           |           |                       |
| Mogos 24’ | Marcatori | 34’ Tutino 64’ Djuric |

| Arbitro: | Chiffi (Padova) |

|  |           |               |
|  | Marcatori | 25’ Garritano |

| Arbitro: | Marini (Roma) |

|               |           |  |
| Garritano 35’ | Marcatori |  |

| Arbitro: | Abisso (Palermo) |

|                    |           |                   |
| Boateng 29’ (rig.) | Marcatori | 49’, 64’ Đorđević |

| Arbitro: | Manganiello (Pinerolo) |

|                                  |           |  |
| Leverbe 34’, rig.’ Garritano 85’ | Marcatori |  |

| Arbitro: | Prontera (Bologna) |

|              |           |            |
| Musiolik 91’ | Marcatori | 53’ Fabbro |

| Arbitro: | Gariglio (Pinerolo) |

|             |           |               |
| G. Gori 45’ | Marcatori | 74’ Margiotta |

| Arbitro: | Sozza (Seregno) |

|               |           |                         |
| Garritano 23’ | Marcatori | 21’ Stepinski 93’ Falco |

| Arbitro: | Giacomelli (Trieste) |

|                               |           |                           |
| Ciano 42’ Novakovich 58’, 78’ | Marcatori | 18’ Canotto 28’ Margiotta |

| Arbitro: | Ayroldi (Molfetta) |

|                                |           |  |
| Margiotta 25’, 57’ Rigione 76’ | Marcatori |  |

| Ferrara 15 dicembre 2020, ore 21:00 CET 12ª giornata | SPAL                     | 0 – 0 | Chievo | Stadio Paolo Mazza\| Arbitro: \| Guida (Torre Annunziata) \| |
| Arbitro:                                             | Guida (Torre Annunziata) |       |        |                                                              |

| Arbitro: | Marinelli (Tivoli) |

|         |           |               |
| Obi 18’ | Marcatori | 60’ La Mantia |

| Arbitro: | Santoro (Messina) |

|                           |           |                            |
| Gucher 16’ Mazzitelli 49’ | Marcatori | 76’ Đorđević 90’ Ciciretti |

| Arbitro: | Abbattista (Molfetta) |

|                               |           |           |
| M. De Luca 31’ Bertagnoli 74’ | Marcatori | 84’ Pavan |

| Arbitro: | Irrati (Pistoia) |

|                 |           |           |
| Gigliotti 90+3’ | Marcatori | 10’ Forte |

| Arbitro: | Prontera (Bologna) |

|  |           |                                       |
|  | Marcatori | 22’ (rig.) Giaccherini 81’ Bertagnoli |

| Arbitro: | Paterna (Teramo) |

|                              |           |             |
| Ciciretti 49’ M. De Luca 53’ | Marcatori | 76’ Brunori |

| Ascoli Piceno 23 gennaio 2021, ore CET 19ª giornata | Ascoli           | 0 – 0 referto | Chievo | Stadio Cino e Lillo Del Duca\| Arbitro: \| Rapuano (Rimini) \| |
| Arbitro:                                            | Rapuano (Rimini) |               |        |                                                                |

#### Girone di ritorno
| Arbitro: | Santoro (Messina) |

|                                      |           |             |
| Palmiero 6’ Mogoș 47’ M. De Luca 77’ | Marcatori | 23’ Maistro |

| Arbitro: | Sozza (Seregno) |

|            |           |                |
| Tutino 23’ | Marcatori | 52’ M. De Luca |

| Arbitro: | Marini (Roma) |

|           |           |  |
| Obi 90+1’ | Marcatori |  |

| Arbitro: | Di Martino (Teramo) |

|         |           |  |
| Ayé 36’ | Marcatori |  |

| Arbitro: | Sacchi (Macerata) |

|  |           |               |
|  | Marcatori | 61’ Balotelli |

| Arbitro: | Mariani (Aprilia) |

|                     |           |  |
| Renzetti 10’ (aut.) | Marcatori |  |

| Arbitro: | Pezzuto (Lecce) |

|                                     |           |  |
| Ciciretti 29’ Garritano 32’ Obi 69’ | Marcatori |  |

| Arbitro: | Doveri (Roma) |

|                        |           |                            |
| Giaccherini 88’ (rig.) | Marcatori | 9’ Lanzafame 53’ L. Rigoni |

| Arbitro: | Aureliano (Bologna) |

|                                       |           |                   |
| Maggio 9’ Coda 25’, 32’ Pettinari 43’ | Marcatori | 22’ Obi 56’ Mogos |

| Verona 16 marzo 2021, ore CET 29ª giornata | Chievo             | 0 – 0 | Frosinone | Stadio Marcantonio Bentegodi\| Arbitro: \| Marinelli (Tivoli) \| |
| Arbitro:                                   | Marinelli (Tivoli) |       |           |                                                                  |

| Arbitro: | Paterna (Teramo) |

|           |           |                |
| Denis 90’ | Marcatori | 67’ Djordjevic |

| Arbitro: | Calvarese (Teramo) |

|                      |           |            |
| Garritano 54’ (rig.) | Marcatori | 62’ Valoti |

| Arbitro: | Piccinini (Forlì) |

|                  |           |                              |
| Mancuso 13’, 61’ | Marcatori | 52’ M. De Luca 82’ Margiotta |

| Arbitro: | Ros (Pordenone) |

|                             |           |  |
| Garritano 3’ M. De Luca 71’ | Marcatori |  |

| Arbitro: | Irrati (Pistoia) |

|              |           |  |
| Gargiulo 85’ | Marcatori |  |

| Arbitro: | Guida (Torre Annunziata) |

|                                             |           |             |
| Črnigoj 41’ Forte 68’ (rig.) Di Mariano 76’ | Marcatori | 69’ Canotto |

| Arbitro: | Pezzuto (Lecce) |

|            |           |             |
| Fabbro 25’ | Marcatori | 48’ Gaetano |

| Arbitro: | Marchetti (Ostia Lido) |

|                 |           |                                        |
| Mat. Mancosu 2’ | Marcatori | 7’ Gigliotti 43’ Di Gaudio 50’ Canotto |

| Arbitro: | Di Martino (Teramo) |

|                                |           |  |
| Canotto 17’, 58’ Garritano 80’ | Marcatori |  |

#### Play off
| Arbitro: | Sozza (Seregno) |

|                                               |           |                                        |
| Bertagnoli 60’ (aut.) Maleh 107’ Johnsen 117’ | Marcatori | 10’ (rig.) Garritano 104’ (rig.) Mogos |

### Coppa Italia
| Arbitro: | Meraviglia (Pistoia) |

|                                                                |                      |                                                             |
| M. De Luca 41’                                                 | Marcatori            | 59’ Martinelli                                              |
| Palmiero M. De Luca Morsay Grubac Mogoș Rigione Zuelli Illanes | Tiri di rigore 6 – 7 | Carlini Curiale Bayeye Martinelli Pinna Garufo Casoli Verna |

## Statistiche

### Statistiche di squadra
Statistiche aggiornate al 31 gennaio 2021
| Competizione | Punti | In casa | In casa | In casa | In casa | In casa | In casa | In trasferta | In trasferta | In trasferta | In trasferta | In trasferta | In trasferta | Totale | Totale | Totale | Totale | Totale | Totale | DR  |
| Competizione | Punti | G       | V       | N       | P       | Gf      | Gs      | G            | V            | N            | P            | Gf           | Gs           | G      | V      | N      | P      | Gf     | Gs     | DR  |
| ------------ | ----- | ------- | ------- | ------- | ------- | ------- | ------- | ------------ | ------------ | ------------ | ------------ | ------------ | ------------ | ------ | ------ | ------ | ------ | ------ | ------ | --- |
| Serie B      | 35    | 10      | 6       | 2       | 2       | 17      | 9       | 10           | 3            | 6            | 1            | 11           | 8            | 20     | 9      | 8      | 3      | 28     | 17     | +11 |
| Coppa Italia |       | 1       | 0       | 1       | 0       | 1       | 1       | 0            | 0            | 0            | 0            | 0            | 0            | 1      | 0      | 1      | 0      | 1      | 1      | 0   |
| Totale       |       | 11      | 6       | 3       | 2       | 18      | 10      | 10           | 3            | 6            | 1            | 11           | 8            | 21     | 9      | 9      | 3      | 29     | 18     | +11 |

### Andamento in campionato
| Giornata  | 1  | 2  | 3 | 4 | 5 | 6 | 7 | 8 | 9 | 10 | 11 | 12 | 13 | 14 | 15 | 16 | 17 | 18 | 19 | 20 | 21 | 22 | 23 | 24 | 25 | 26 | 27 | 28 | 29 | 30 | 31 | 32 | 33 | 34 | 35 | 36 | 37 | 38 |
| --------- | -- | -- | - | - | - | - | - | - | - | -- | -- | -- | -- | -- | -- | -- | -- | -- | -- | -- | -- | -- | -- | -- | -- | -- | -- | -- | -- | -- | -- | -- | -- | -- | -- | -- | -- | -- |
| Luogo     | T  | C  | T | C | T | C | T | T | C | T  | C  | T  | C  | T  | C  | C  | T  | C  | T  | C  | T  | C  | T  | C  | T  | C  | C  | T  | C  | T  | C  | T  | C  | T  | T  | C  | T  | C  |
| Risultato | N  | P  | V | V | V | V | N | N | P | P  | V  | N  | N  | N  | V  | N  | V  | V  | N  | V  | N  | V  | P  | P  | P  | V  | P  | P  | N  | N  | N  | N  | V  | P  | P  | N  | V  | V  |
| Posizione | 11 | 14 | 8 | 5 | 6 | 5 | 3 | 5 | 8 | 8  | 8  | 9  | 9  | 9  | 8  | 8  | 6  | 5  | 6  | 3  | 3  | 3  | 4  | 6  | 7  | 5  | 6  | 7  | 7  | 8  | 8  | 8  | 7  | 8  | 8  | 7  | 7  | 8  |

Legenda:

Luogo: C = Casa; T = Trasferta. Risultato: V = Vittoria; N = Pareggio; P = Sconfitta.

### Statistiche dei giocatori
| Giocatore      | Serie B  | Serie B | Serie B     | Serie B    | Coppa Italia | Coppa Italia | Coppa Italia | Coppa Italia | Totale   | Totale | Totale      | Totale     |
| Giocatore      | Presenze | Reti    | Ammonizioni | Espulsioni | Presenze     | Reti         | Ammonizioni  | Espulsioni   | Presenze | Reti   | Ammonizioni | Espulsioni |
| -------------- | -------- | ------- | ----------- | ---------- | ------------ | ------------ | ------------ | ------------ | -------- | ------ | ----------- | ---------- |
| M. Bertagnoli  | 25       | 2       | 0           | 0          | 0            | 0            | 0            | 0            | 25       | 2      | 0           | 0          |
| M. Bragantini  | 0        | 0       | 0           | 0          | 0            | 0            | 0            | 0            | 0        | 0      | 0           | 0          |
| L. Canotto     | 32       | 5       | 0           | 0          | 0            | 0            | 0            | 0            | 32       | 5      | 0           | 0          |
| M. Cavar       | 0        | 0       | 0           | 0          | 0            | 0            | 0            | 0            | 0        | 0      | 0           | 0          |
| A. Ciciretti   | 29       | 3       | 0           | 0          | 0            | 0            | 0            | 0            | 29       | 3      | 0           | 0          |
| J. Colley      | 0        | 0       | 0           | 0          | 0            | 0            | 0            | 0            | 0        | 0      | 0           | 0          |
| M. Cotali      | 14       | 0       | 0           | 0          | 1            | 0            | 0            | 0            | 15       | 0      | 0           | 0          |
| F. D'Amico     | 2        | 0       | 0           | 0          | 1            | 0            | 0            | 0            | 3        | 0      | 0           | 0          |
| M. De Luca     | 32       | 6       | 0           | 0          | 1            | 1            | 0            | 0            | 33       | 7      | 0           | 0          |
| A. Di Gaudio   | 17       | 1       | 0           | 0          | 0            | 0            | 0            | 0            | 17       | 1      | 0           | 0          |
| G. Di Noia     | 3        | 0       | 0           | 0          | 0            | 0            | 0            | 0            | 3        | 0      | 0           | 0          |
| F. Đorđević    | 27       | 4       | 0           | 0          | 0            | 0            | 0            | 0            | 27       | 4      | 0           | 0          |
| M. Fabbro      | 32       | 2       | 0           | 0          | 1            | 0            | 0            | 0            | 33       | 2      | 0           | 0          |
| L. Garritano   | 38+1     | 8+1     | 0           | 0          | 1            | 0            | 0            | 0            | 40       | 9      | 0           | 0          |
| E. Giaccherini | 13       | 2       | 0           | 0          | 0            | 0            | 0            | 0            | 13       | 2      | 0           | 0          |
| G. Gigliotti   | 23       | 2       | 0           | 0          | 0            | 0            | 0            | 0            | 23       | 2      | 0           | 0          |
| S. Grubac      | 1        | 0       | 0           | 0          | 1            | 0            | 0            | 0            | 2        | 0      | 0           | 0          |
| J. Illanes     | 0        | 0       | 0           | 0          | 1            | 0            | 0            | 0            | 1        | 0      | 0           | 0          |
| D. Ivan        | 0        | 0       | 0           | 0          | 0            | 0            | 0            | 0            | 0        | 0      | 0           | 0          |
| M. Leverbe     | 29       | 1       | 0           | 0          | 1            | 0            | 0            | 0            | 30       | 1      | 0           | 0          |
| A. Margiotta   | 30+1     | 5       | 0           | 0          | 0            | 0            | 0            | 0            | 31       | 5      | 0           | 0          |
| V. Mogoș       | 36+1     | 3+1     | 0           | 0          | 1            | 0            | 0            | 0            | 38       | 4      | 0           | 0          |
| J. Morsay      | 3        | 0       | 0           | 0          | 1            | 0            | 0            | 0            | 4        | 0      | 0           | 0          |
| J. Obi         | 30+1     | 4       | 0           | 0          | 1            | 0            | 0            | 0            | 32       | 4      | 0           | 0          |
| L. Palmiero    | 36+1     | 1       | 0           | 0          | 1            | 0            | 0            | 0            | 38       | 1      | 0           | 0          |
| D. Pavlev      | 1        | 0       | 0           | 0          | 1            | 0            | 0            | 0            | 2        | 0      | 0           | 0          |
| M. Pucciarelli | 1        | 0       | 0           | 0          | 1            | 0            | 0            | 0            | 2        | 0      | 0           | 0          |
| F. Renzetti    | 30       | 0       | 0           | 0          | 0            | 0            | 0            | 0            | 30       | 0      | 0           | 0          |
| M. Rigione     | 28+1     | 1       | 0           | 0          | 1            | 0            | 0            | 0            | 30       | 1      | 0           | 0          |
| G. Rondinella  | 0        | 0       | 0           | 0          | 0            | 0            | 0            | 0            | 0        | 0      | 0           | 0          |
| P. Rovaglia    | 0        | 0       | 0           | 0          | 0            | 0            | 0            | 0            | 0        | 0      | 0           | 0          |
| A. Seculin     | 3        | -7      | 0           | 0          | 1            | 0            | 0            | 0            | 4        | -7     | 0           | 0          |
| A. Šemper      | 35+1     | -33     | 0           | 0          | 0            | 0            | 0            | 0            | 36       | -33    | 0           | 0          |
| M. Troiani     | 0        | 0       | 0           | 0          | 0            | 0            | 0            | 0            | 0        | 0      | 0           | 0          |
| S. Väisänen    | 4+1      | 0       | 0           | 0          | 0            | 0            | 0            | 0            | 5        | 0      | 0           | 0          |
| M. Viviani     | 31       | 0       | 0           | 0          | 0            | 0            | 0            | 0            | 31       | 0      | 0           | 0          |
| E. Zuelli      | 13+1     | 0       | 0           | 0          | 1            | 0            | 0            | 0            | 15       | 0      | 0           | 0          |